# آلکساندر تادئوسیان (موسیقی‌شناس)
آلکساندر تادئوسیان (ارمنی: Ալեքսանդր Գրիգորի Թադևոսյան؛ زاده ۱۵ فوریهٔ ۱۹۱۴ - درگذشته ۲۰ ژوئیهٔ ۲۰۰۱) موسیقی‌شناس و کارشناس علوم پرورشی اهل ارمنستان بود.

## زندگی‌نامه
وی در ۱۵ فوریهٔ ۱۹۱۴ در ایروان در به دنیا آمد و از کنسرواتوار سن پترزبورگ فارغ‌التحصیل گشت. وی همچنین برنده جوایزی همچون چهره هنری شایسته ارمنستان شوروی شد. وی در ۲۰ ژوئیهٔ ۲۰۰۱ در سن ۸۷ سالگی در ایروان درگذشت.